# Hoefverzorging
Hoefverzorging gaat over de verzorging van de hoef van een hoefdier, zoals een paard. Naast de dagelijkse verzorging zoals uitkrabben en invetten gebeuren standcorrecties en beslaan meestal door een professionele hoefsmid.

## Anatomie van de hoef

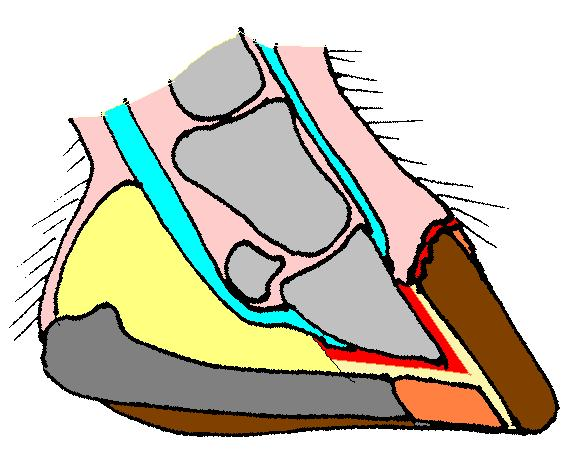
Schema van een paardenhoef

De hoef is een uitgroeisel of verlengstuk van de huid. Het is een bijzondere vorm van huid die bestaat uit verhoornde cellen. De hoef van een paard komt overeen met de nagel van andere zoogdieren. Bij de voeten van het paard gaat de opperhuid aan de hoornrand over in de hoef met de hoeflederhuid, waarbij de hoornige hoef dan de voortzetting van de opperhuid is en de hoeflederhuid de voortzetting is van de behaarde lederhuid. In de hoeflederhuid komen geen haarzakjes voor en ook geen smeerklieren, verder zo goed als geen zweetklieren (die zijn alleen nog aanwezig in de straallederhuid).
Afhankelijk van de plaats onder de hoornige hoef noemen we de hoeflederhuid zoom-, kroon-, wand-, zool-, straal- en steunsellederhuid. De drie eerstgenoemde liggen aan de voor- en zijvlakken van de hoef, direct onder het hoorn; de drie laatstgenoemde delen liggen aan de onderkant van de hoef, eveneens direct onder het hoorn. De lederhuid is voorzien van viltachtige vlokken. De wandlederhuid echter heeft plaatjes in plaats van vlokken. De hoeflederhuid die anders dan de hoornlaag en de opperhuid zenuwen en bloedvaten bevat, wordt ook wel aangeduid als “het leven”. Bij een vernageling (verkeerd geslagen hoefnagel) gaat de nagel niet alleen door het hoorn, maar ook door de hoeflederhuid. “Het leven” is dan geraakt.

### De hoornige hoef
De hoornschoen ziet er als één geheel uit maar wordt onderverdeeld in  meerdere delen nl. hoornzoom, hoornwand, hoornzool, hoornstraal, hoornige steunsels, hoornige ballen, en de plaatjesrand of witte lijn. De hoornzoom bestaat uit elastische hoorn, dat de overgang vormt van de opperhuid naar de hoef. De hoornzoom is 1–2 cm breed, maar zet zich als dek- of glazuurlaag voort over de wand. Deze glazuurlaag bedekt ongeveer ¾ gedeelte van de wandvlakte. Bij beslagen hoeven is zij vaak weggeraspt. De verschillende delen van de hoef hebben een sterk uiteenlopend water- en vetgehalte (wand resp. 10% en 0,95%, zool 30% en 0,25%, straal 42% en 0,50%). Naarmate er meer water en vet in het hoornweefsel voorkomt is de elasticiteit groter. Bij een laag gehalte is het hoorn hard en brokkelig. Hoorn is zeer goed bestand tegen vreemde stoffen. Inwerking van ammoniak (NH3), dat ontstaat door omzettingen van stoffen in de urine en strooisel, kan echter een probleem zijn. Door voortdurende inwerking van ammoniak lost het hoorn op, met als gevolg zachter weefsel. De straal is het meest gevoelig voor deze inwerking (veel contact en zacht weefsel), waardoor rotstraal kan ontstaan. Ook losse wanden, waarbij de hoef meestal langs de witte lijn splijt kunnen het gevolg zijn van de inwerking van ammoniak.

### Bouw en hoorngroei

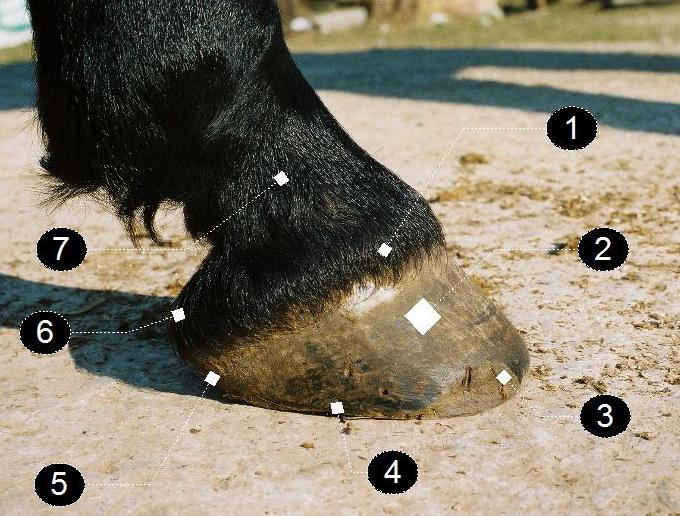
Zijaanzicht van een hoef

De hoefwand bestaat uit sterk verhoornde lagen huid, die in primaire en secundaire lamellen zijn gevouwen. De lamellen vormen een verbinding met de daaronder liggende lagen van de huid. Zowel in de hoornwand als in de hoefbalhoorn bestaat het weefsel uit tubulair hoorn (hoornpijpjes met een schors en een mergholte) als uit intertubulair hoorn (hoorn tussen de hoornpijpjes). Gedurende het proces van verhoorning treden er veranderingen op in de verbindingen tussen de cellen, die gevolgen hebben voor de mate van onderlinge beweging. De verhoornde cellen worden gevormd door celdeling van de cellen uit de kiemlaag van de kroonrand, waarbij de nieuw gevormde cellen steeds opschuiven. De kiemlaag ligt op de hoeflederhuid en wordt van daaruit gevoed. De kiemlaag is eigenlijk de onderste laag van de opperhuidcellen. De kiemlaag ligt in plooien (van de eerste orde) waarop weer kleine plooien (van de tweede orde) voorkomen. Vorming van nieuwe cellen leidt tot een beweging naar beneden, met gedurende dit transport een toenemende verhoorning. De precieze relatie tussen de verhoornde producten van de naar beneden bewegende hoefwand en het naar buiten bewegen van door lamellen gevormd weefsel is echter niet bekend. De hoornpijpjes worden gevormd door de kiemlaag van de kroonrand. Het weefsel tussen de pijpjes wordt gevormd door de hoornplaatjes van de wand. In totaal zijn er ongeveer 600 pijpjes van de eerste orde (uit plooien van de eerste orde), met elk weer ongeveer 100 pijpjes van de tweede orde (uit plooien van de tweede orde). Groei vindt plaats vanaf de kroonrand naar beneden. De primaire hoornpijpjes verhoornen gedurende het proces van uitgroei naar beneden. Dit is niet het geval bij de secundaire hoornpijpjes. Gedurende het proces van verhoorning neemt de hoeveelheid cystine (een aminozuur), en in mindere mate de hoeveelheid threonine en tyrosine toe. De hoeveelheid histidine daarentegen, wordt lager dan in de buitenste lagen van de huid. Gedurende de verhoorning neemt de hoeveelheid koolhydraten af. Dit zijn in de zachtere delen in hoofdzaak galactose- en in de harde delen glucose-/mannose-verbindingen met eiwitten. Gemiddeld bedraagt de hoorngroei ~6 mm per maand. De groei is trager gedurende perioden van kou, in een droge omgeving, en bij weinig beweging. Anders dan wel wordt aangenomen bestaat er geen verschil in sterkte tussen gekleurd en ongekleurd hoornweefsel. Door vervetting van het merg van de hoornpijpjes wordt de hoornige hoef beschermd tegen uitdrogen.
De hoornwand blijkt 6 keer harder te zijn dan de hoefbalhoorn. De effecten van endogene factoren, zoals biotine, zwavelhoudende aminozuren, seleen, en zink, en exogene factoren, zoals vocht, ammoniak, en gebruik van hoefolie, op de verschillende eigenschappen van hoornweefsel is niet goed bekend.

### Voetas

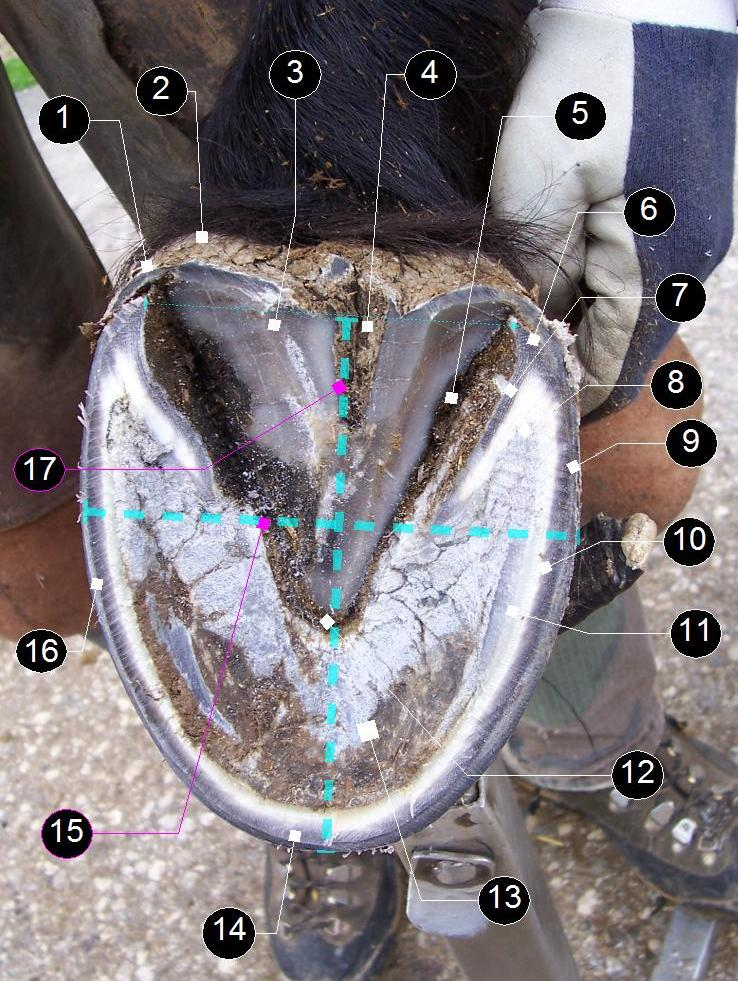
Onderaanzicht van een hoef

De voetas wordt, van voren gezien, gevormd door een denkbeeldige lijn door het midden van het hoefbeen, kroonbeen en kootbeen. De voetas behoort, zowel van voren als van opzij gezien, een rechte lijn te vormen. Wanneer dit niet het geval is spreken we, afhankelijk van de richting waarin de hoek wijst, van een naar voren of naar achteren gebroken voetas. De beenas is de denkbeeldige verticale lijn door kogel, pijp, voorknie of sprong en opperarmbeen of schenkel. De beenas moet van voren gezien een rechte lijn vormen en in hetzelfde vlak liggen als de voetas. De voet wordt “in balans” of vlak genoemd als de denkbeeldige dwarse lijn door de kroonrand evenwijdig loopt aan het grondoppervlak en loodrecht staat op het vlak door de voetas en de beenas. De hoek, die de teen van de hoef maakt met de bodem, behoort gelijk te zijn aan de hoek tussen voetas en bodem. Vóór bedraagt deze hoek ~45-50 graden en achter ~50-55 graden. Deze hoek kan worden gemeten met behulp van een hoefhoekmeter. De afstand tussen kroonrand en bodem (middenvoor gemeten) wordt wel teenlengte genoemd. Een te steile of te weke stand vergroot de kans op afwijkingen. Bij een rechte voetas moet niet worden geprobeerd de stand te wijzigen. Een rechte voetas moet wel altijd worden nagestreefd bij het bekappen. Veranderingen van de hoefhoek moeten geleidelijk worden uitgevoerd om het risico op blessures zo klein mogelijk te houden (~2-3 graden per 2 weken). De hoef behoort vlak te zijn. Dit betekent dat de binnen- en buitenwand een gelijke lengte hebben.

## Voeding en hoefkwaliteit
Bij varkens en kippen is een gunstig effect vastgesteld van het verstrekken van extra biotine in het rantsoen op de klauwkwaliteit respectievelijk de kwaliteit van de huid. Naar aanleiding daarvan zijn ook bij paarden verschillende experimenten met biotine uitgevoerd. 
Biotine is een vitamine uit de B-groep (vitamine H) en maakt deel uit van verschillende enzymsystemen. Het is een vitamine nodig voor groei, botontwikkeling, voortplanting en voor de stofwisseling van de huid (intact houden van de huid). Het werkingsmechanisme van biotine in relatie tot de hoornkwaliteit is niet duidelijk. Mogelijkerwijs beïnvloedt het de hoeveelheid keratine moleculen in het hoorn. De beschikbaarheid van biotine in het rantsoen is in een groot aantal voedermiddelen (tarwe, gerst, haver) beperkt. Vers gras is een goede biotinebron, evenals lucernemeel, melasse, grondnotenschroot, raapzaadschroot en biergist.
Het verstrekken van biotine in hoeveelheden van 15 mg per dag aan rijpaarden of 5 mg per 100–150 kg lichaamsgewicht aan verschillende rassen (koud- en warmbloeden) leidde tot een grotere hardheid van de hoornwand. De resultaten ten aanzien van de groeisnelheid waren niet eenduidig. Zowel een snellere als een niet veranderde groei is beschreven. In de winter werd een tragere groei gezien dan in de zomer (een verschil van 1–2 mm/28 dagen). Een probleem bij het beoordelen van beide hier genoemde experimenten is dat in het ene geval wel is gewerkt met proef- en controlegroepen maar de duur van de proef beperkt was tot een periode van 10 maanden. Ondanks de trage groei van hoornweefsel werd al een verschil vastgesteld na 2 maanden, zodat het lijkt alsof er al een grotere hardheid is ontstaan voordat met het verstrekken van biotine is begonnen. In het andere geval is bij de proefopzet niet bij alle groepen paarden gebruikgemaakt van proef- en controlegroepen. Hierdoor zijn de veranderingen moeilijk toe te schrijven aan het verstrekken van biotine. Onderzoek bij varkens geeft echter een duidelijk en specifiek effect aan van biotine op de hardheid van hoorn. De hoornwand wordt harder, terwijl de balhoorn zachter wordt. De verschillen in chemische samenstelling van beide onderdelen van de hoefwand spelen hierbij waarschijnlijk een rol.

## Het bekappen van de normale hoef

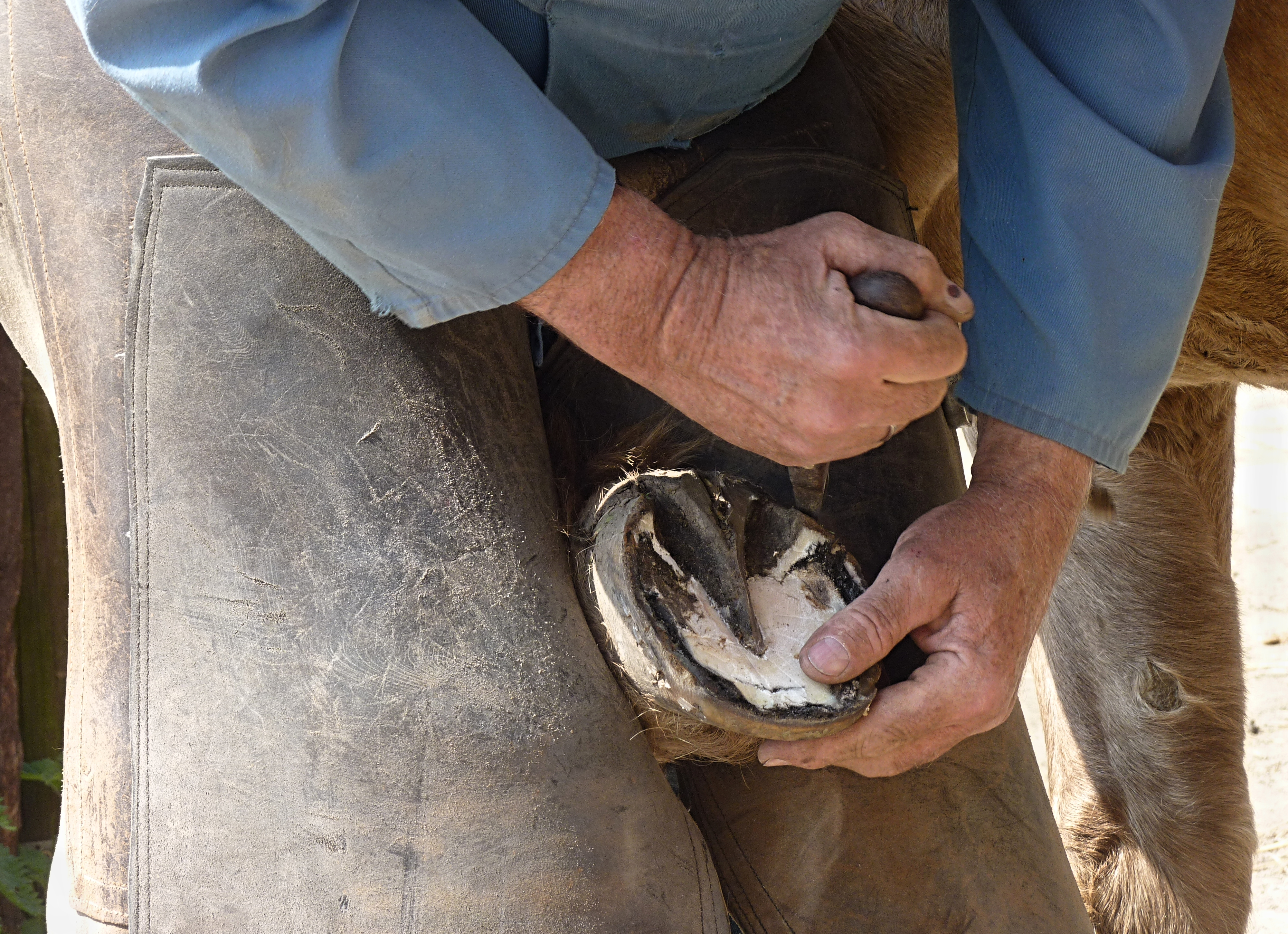
Bekappen door een hoefsmid

Elke 6-8 weken behoort een paard te worden bekapt en, in geval van beslag, de ijzers te worden verlegd of vernieuwd. In de draf- en rensport worden de paarden elke 2-4 weken de ijzers verlegd of vernieuwd. Hoewel steeds rechte voet- en beenassen worden nagestreefd, moet toch bij elk paard worden beoordeeld wat de beste stand van hoef en been is voor dat individuele paard. In rust en in beweging moeten de hoeken aan het been van voren, van opzij, en van achteren worden beoordeeld om de best mogelijke keuze te kunnen maken. Van voren wordt beoordeeld of de voet vlak op de grond staat. Dit is het geval als een dwarse lijn door de kroonrand een rechte hoek maakt met het grondoppervlak en loodrecht staat op de verticale beenas. Van opzij wordt gekeken of de wand hol of bol is en of er ringen op de hoef zijn gevormd. De voetas wordt tevens beoordeeld (recht, naar voren gebroken, naar achteren gebroken). Van achteren wordt gekeken naar de vorm (is er sprake van samengetrokken hielen?), de hoogte en de symmetrie van de hielen. De genoemde aspecten worden ook in beweging beoordeeld. Het accent ligt dan echter op de wijze van vrijkomen van de grond en de wijze van neerzetten van de voet. Dit is het best te beoordelen op een harde, vlakke ondergrond zoals stenen of asfalt. Bij een goed gebalanceerde voet komen de hielen van de hoef gelijktijdig op de grond en rolt de voet in het midden over de teen.
Voor het bekappen wordt de hoef ontdaan van ongerechtigheden zoals mest, zand, stro etc. Daarna wordt eerst de teen op lengte gebracht (knippen, kappen) en ten slotte wordt de rest van de hoef aangepast aan de gewenste stand. De teen wordt ingekort tot het punt waar de witte lijn zacht en elastisch wordt (gaat iets uitpuilen). Bij paarden die zonder beslag blijven kan de teen van voren iets worden bijgevijld, zodat vanaf een punt juist voor de wittelijn een hoek wordt gevormd van 45 graden. Hierdoor rolt de voet gemakkelijker over de teen. De lengte van de teen behoeft speciale aandacht. Om de teenlengte van beide hoeven gelijk te houden moet eigenlijk gebruik worden gemaakt van een meetlatje. Het blijkt moeilijk om de lengte op het oog goed te schatten. Vooral bij hoeven met een verschillende kleur blijkt het niet eenvoudig de lengte gelijk te houden. De niet gepigmenteerde hoef wordt meestal langer gehouden dan de donkere andere zijde (tot 2,5 cm).
Na het bekappen wordt het resultaat ook in beweging beoordeeld. De hoef is vlak en in balans als bij het neerkomen een enkel “stevig” geluid wordt gehoord. Bij een hoef die niet in balans is wordt een tweeslag gehoord.

## Het beslaan van de normale hoef

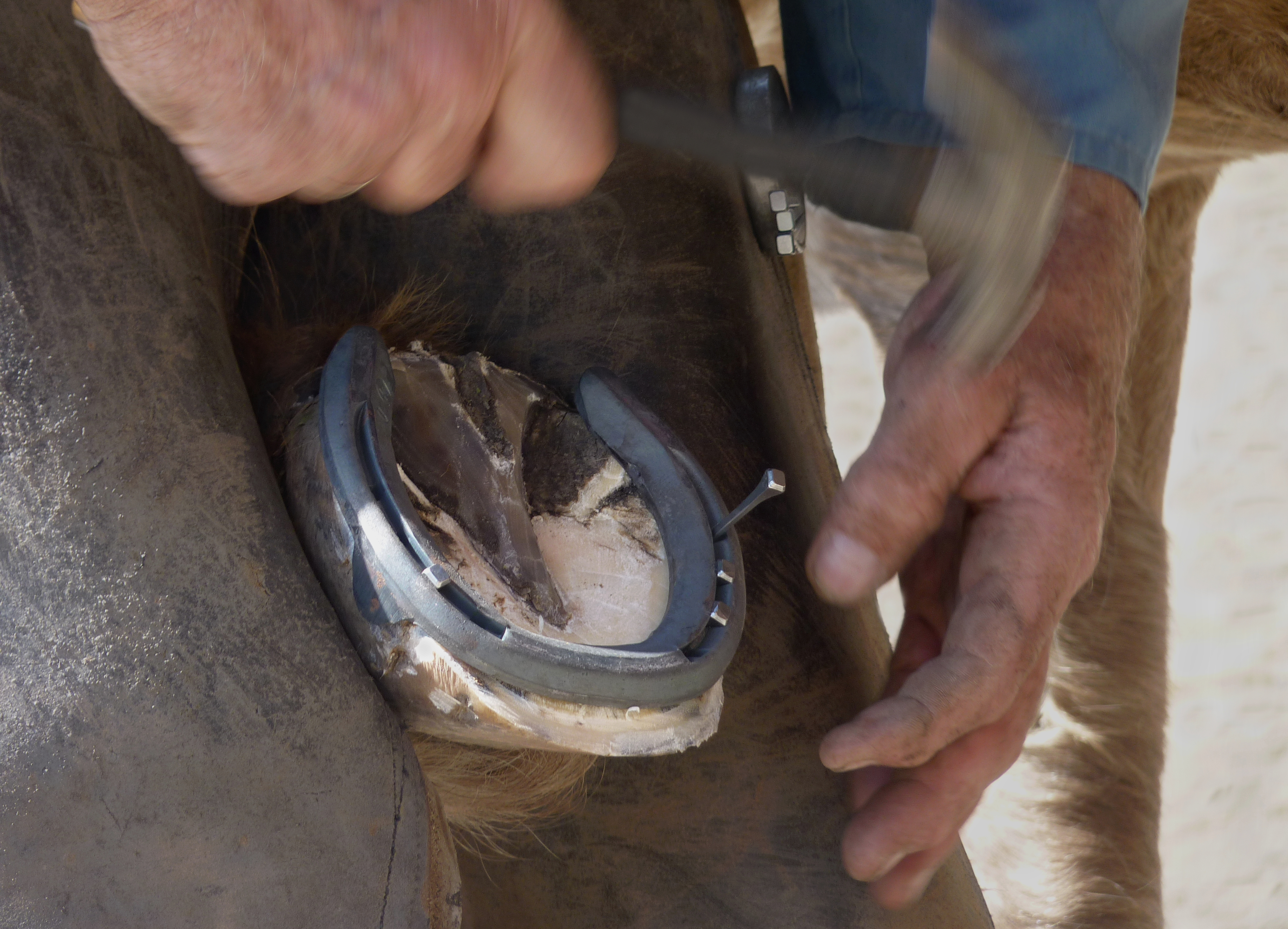
Beslaan

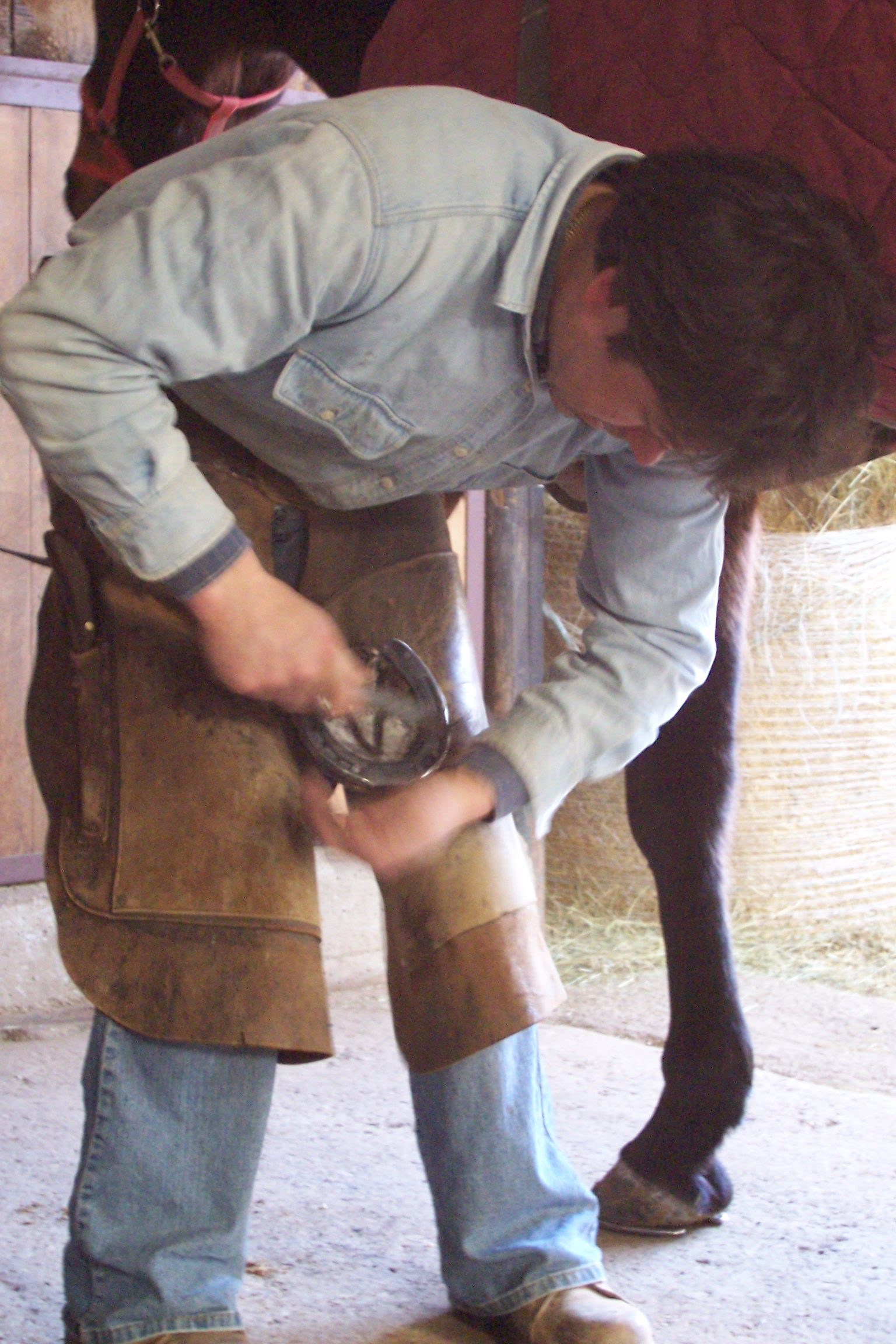
Italiaanse hoefsmid

Het paard wordt op beslag gezet voor het voorkomen van een te sterke slijtage van de hoef of voor het corrigeren van stand en/of gangen. Na het bekappen wordt een passend hoefijzer uitgezocht. Het ijzer moet goed aansluiten bij de hoef en naar achteren ~0.5 cm langer zijn dan de hoef en de takken van het ijzer behoren in het achterste deel van de hoef ~0,1-0,2 cm buiten de hoef uit te steken. Het ijzer moet altijd worden aangepast aan de voet en niet andersom. Het ijzer wordt zo op de hoef gelegd dat de lip recht naar voren wijst. Bij een normale hoef kan dit worden gedaan door het ijzer te centreren met behulp van de punt van de straal. Bij een Franse stand of bij een toontreder kan dit niet en moet rekening worden gehouden met de standafwijking, waardoor de lip van het ijzer meer naar binnen, respectievelijk naar buiten ligt dan de punt van de hoef.
Het ijzer kan warm of koud worden aangebracht. Warm beslaan maakt het iets gemakkelijker het ijzer goed passend aan te leggen. Het mag echter nooit “passend” worden gemaakt door het in de hoef in te branden.
Na het passend maken van het ijzer kan het worden vast genageld. In het algemeen is gebruik van zes nagels voldoende. Soms worden acht nagels gebruikt. De nagels worden aangebracht in de voorste helft van de hoef om het hoefmechanisme zo min mogelijk te belemmeren. De achterste nagel kan voor in de buitentak op de helft en in de binnentak 0,5 cm voor de helft van de hoef worden aangebracht. Door de iets geringere uitzetting van de achterhoeven kunnen de achterste nagels hier iets verder naar achteren worden aangebracht (buitentak iets over de helft en in de binnentak op de helft). Welke nagel het eerst wordt aangebracht maakt niet veel uit, als er maar voor wordt gezorgd dat het ijzer niet te ver naar binnen of naar buiten ligt nadat de eerste nagel is aangebracht. De kop van de nagel moet na het aanbrengen nog 1–2 mm onder het ijzer uit steken. Als de kop te klein is en geheel in de rits is verzonken kan er te weinig spanning op worden aangebracht en ligt het ijzer snel los. Bij een dunne hoefwand of door een plotselinge beweging van het paard kan bij het aanbrengen van een nagel de lederhuid worden geraakt (vernageling). De nagel moet worden verwijderd en opnieuw (beter) worden aangebracht. Het is verstandig de eigenaar hiervan op de hoogte te brengen en te wijzen op mogelijke complicaties. Na het aanbrengen wordt de nagel omgeslagen. Nadat alle nagels zijn aangebracht worden ze stevig aangeslagen en omgehaald door de tang onder de omgebogen nagel te houden en zachte hamerslagen op de kop te geven. Daarna worden de nagels zo ver afgeknepen dat nog voldoende overblijft voor het omnieten. Er wordt een stukje uit de wand genomen om de niet verzonken te kunnen aanbrengen. Na het aanbrengen van de ijzers wordt in rust en in beweging beoordeeld of het geheel passend is.
Na het bekappen moet worden gelet op de volgende punten:
1. Een denkbeeldige lijn door de kroonrand moet evenlijdig zijn aan het grondoppervlak en loodrecht staan op de lengteas van het been.
2. De voetas moet recht zijn en de dorsale wand van de hoef (de voorkant) moet evenwijdig lopen aan de lijn door de verzenen.
3. De verzenen moeten van achteren gezien even hoog zijn.
4. Een denkbeeldige lijn door de verzenen moet evenwijdig zijn aan het grondoppervlak en loodrecht staan op de lengteas van het been.
5. De voeten moeten links en rechts gelijk van vorm en grootte zijn.
6. De hoef moet in beweging de grond vlak raken.

Als er een ijzer is aangebracht komen daar de volgende punten bij:
1. Het ijzer moet zodanig passend zijn aangebracht dat er voldoende ruimte is voor steun tijdens het hoefmechanisme. Dit is in het bijzonder van belang in geval van een dunne hoefwand, samengetrokken verzenen en in geval van correcties.
2. De hoefwand is (voornamelijk bij de teen) zodanig bijgeraspt dat een natuurlijke vorm is bereikt.
3. De nagels moeten ~1,5–2 cm boven de hoefrand door de wand komen. De achterste nagels mogen niet te ver naar achteren zijn aangebracht.
4. De zool moet zijn ontdaan van alle losse materiaal en zijn bekapt tot op het gezonde weefsel. De straalgroeve moet open zijn zodat er geen mest en vuil in blijft zitten.
5. De straal moet niet in contact komen met het grondoppervlak.

## Het hoefijzer
Zie hoefijzer

### IJzers voor specifieke gangen

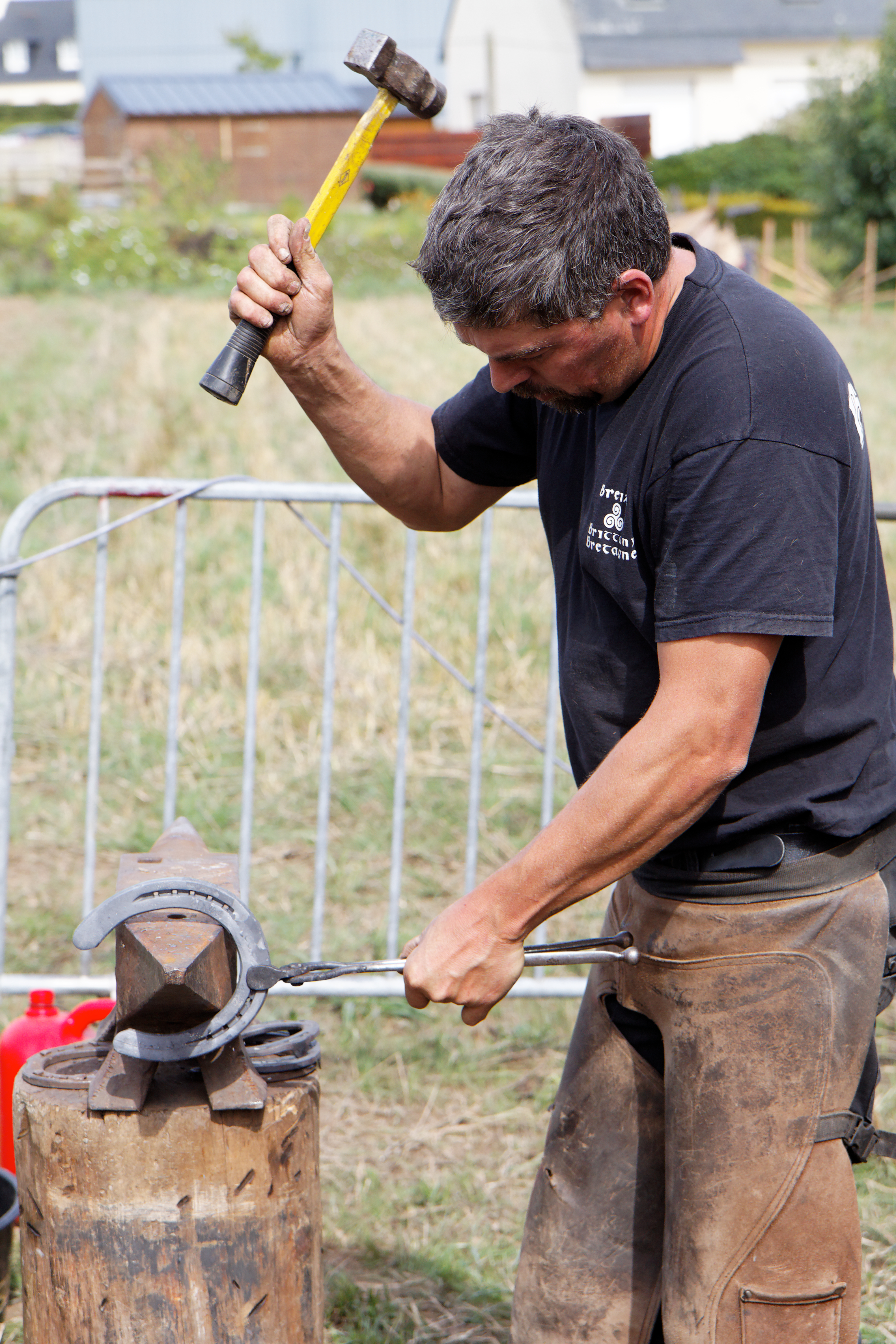
Het op maat maken van een verhit hoefijzer

Voor bepaalde doelen zijn zware ijzers gewenst, een voorbeeld is het beslag van tuigpaarden. Deze paarden lopen op concoursen met zwaar beslag, zodat zij de benen hoog optillen en hierdoor meer knieactie vertonen. Ook bij dravers is gewicht erg belangrijk. Meer gewicht in de teen zorgt ervoor dat het been verder wordt weggedragen, wat zich uit in extra lengte in de passen. Ook de vorm van de baan door de lucht verandert. Bij toevoeging van gewicht zal de voet sneller omhoog gaan en verder voor het paard uitgezet worden.
Gewicht is ook erg belangrijk voor de balans van het paard. Als aan de ene kant van de hoef iets meer gewicht zit dan aan de andere kant, dan zal tijdens de arbeid die het paard verricht het been niet gelijk worden belast. Dit kan de oorzaak zijn van blessures. Ook de sportprestaties kunnen hierdoor worden beïnvloed. Tijdens een dressuurproef moet een paard volledig in balans zijn, omdat anders het paard samen met de ruiter niet goed kan presteren. Ook in de draverijen is balans erg belangrijk, omdat een draver erg hoge snelheden moet ontwikkelen. Bij het draven op hoge snelheid gaat elk onbalans ten koste van de snelheid en dus van de prestatie. Soms is het echter noodzakelijk dat er gewicht wordt aangebracht aan een kant van een hoef, omdat blijkt dat het paard beperkt wordt in snelheid door onbalans. Dit in onbalans gaan hoeft dan niet het geval te zijn als het paard rustig loopt. Het kan een gevolg zijn van een afwijking in de stand van het been die normaal niet gezien wordt, maar pas bij hogere snelheden naar voren komt. Dit kan door extra gewicht aan het ijzer worden gecorrigeerd.

### De nadelen van hoefijzers
Helaas gelden er voor hoefijzers een heleboel nadelen. Hieronder staan de belangrijkste, kort samengevat:
- een hoefijzer knijpt de hoef samen waardoor de hoef niet op zijn natuurlijke manier in de breedte kan groeien.
- het gevoel in de hoeven wordt sterk verminderd, waardoor het paard niet goed kan aanvoelen waar en hoe hij het best zijn hoeven neer kan zetten. Hierdoor zal hij tred-onzekerder worden en vaker struikelen en uitglijden.
- de straal zorgt voor 'schokabsorptie', door een hoefijzer kan de straal de grond niet raken en verliest de straal dus deze zeer belangrijke functie.
- door hoefnagels die in levend weefsel van een paardenhoef worden geslagen verzwakt de witte lijn en de hoefwand.
- het natuurlijke hoefmechanisme wordt zeer belemmerd en kan zijn werk niet naar behoren doen.
- het paard kan uitglijden op asfalt.
- de groei van de hoef wordt door hoefijzers ernstig belemmerd.

## Kreupelheid

### Niet correct bekappen

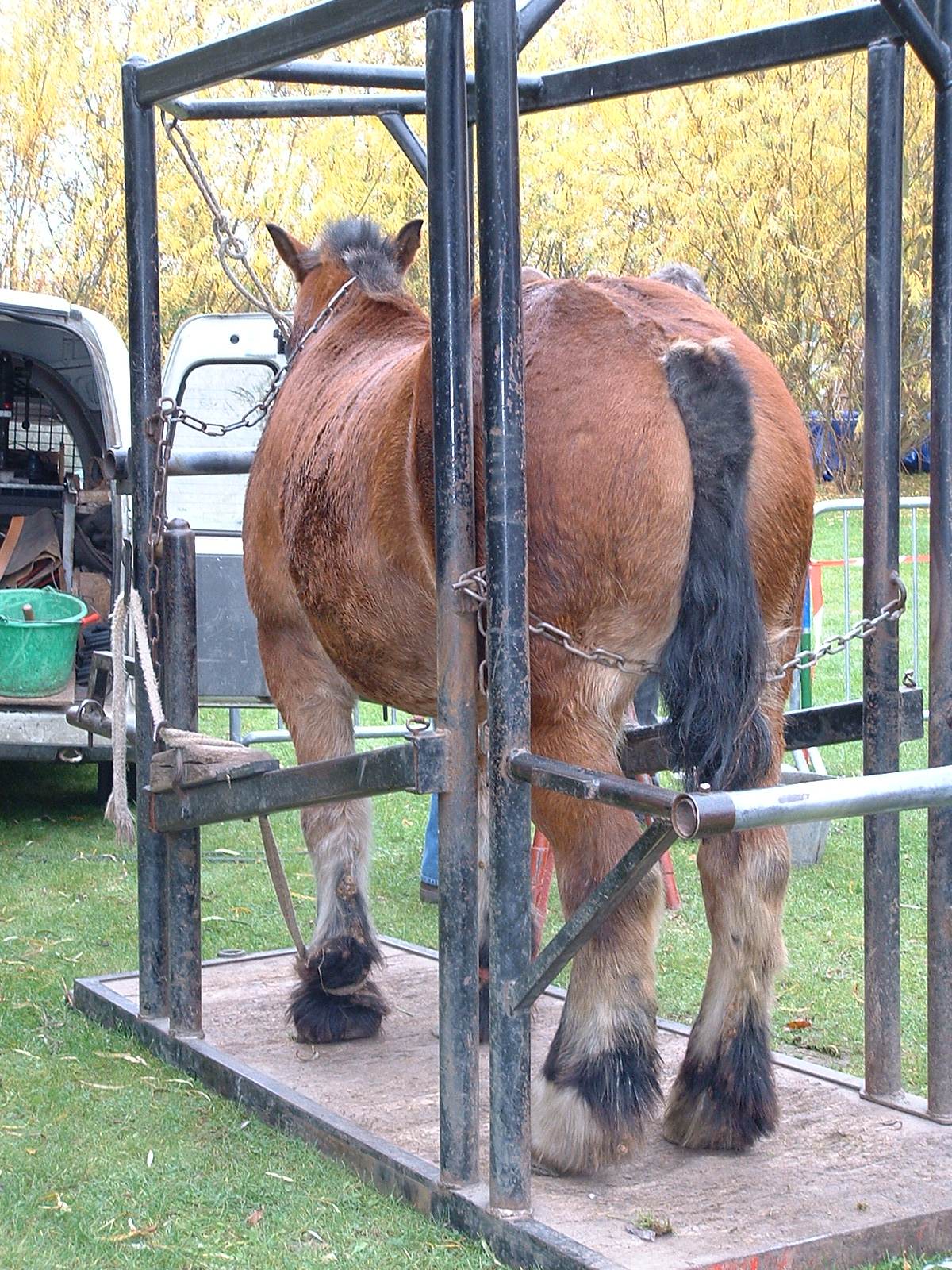
Transportabele hoefstal

Misschien is het niet juist bekappen of beslaan van paarden wel de meest gebruikelijke oorzaak van kreupelheid. In het algemeen kan er sprake zijn van het in stand houden of wijzigen van rechte voet- en beenassen en van het vlak houden van de voet bij de hoefverzorging. Elke afwijking van de “normale” situatie betekent afwijkende krachten op alle delen van het been gedurende het neerkomen, de stand fase en het het over de teen rollen van de voet. Ook een afwijkende beweging zal het gevolg zijn. De indruk bestaat dat te vaak een poging wordt gedaan de voet aan te passen aan “het ideaal”, waarbij dat “ideaal” niet aansluit bij wat uit het oogpunt van het paard het meest gewenst is. Zo kan het streven naar “meer verzenen” snel uitlopen op een naar voren gebroken voetas. Bij het streven naar vergroting van de paslengte en de snelheid wordt het omgekeerde, lage verzenen (met een lange teen) en een naar achteren gebroken voetas, wel gezien bij de volbloed.
Een voet wordt "in balans" genoemd als de voet vlak neerkomt op de grond en het gewicht van het paard gelijkelijk is verdeeld over de voet. Dit kan uiteraard niet bij alle voeten worden gerealiseerd. Van belang is tevens dat de hoef samengedrukt kan worden waar grote druk wordt uitgeoefend en uit kan zetten waar dat niet het geval is. Dit mechanisme maakt dat de stand hoef en been veranderen onderinvloed van de krachten die er bij beweging op worden uitgeoefend. Als bijvoorbeeld bij het bekappen de mediale wand langer wordt gehouden dan de laterale wand en de dwarse lijn door de kroonrand niet meer evenwijdig loopt met de grond en niet meer loodrecht staat op de verticale beenas, dan komt bij het neerzetten van de voet de mediale wand eerder op de grond dan de laterale wand. De mediale wand wordt samengedrukt terwijl de laterale wand nog geen druk ondervindt en door het verplaatsen van krachten door de voet juist uitzet. In de loop der tijd wordt de mediale wand steiler en de laterale wand minder steil. Van achteren gezien zal de mediale wand hoger zijn dan de laterale wand. De niet gelijkmatige verdeling van de krachten leidt tot een nog sterker afwijkende stand en een grotere kans op overbelasting op de plaatsen waar de grootste krachten worden uitgeoefend. Uiteindelijk zal de binnenwand zelfs naar binnen gaan krullen, terwijl de buitenwand steeds minder steil zal worden. Het vlak houden van de voet is bij het bekappen niet altijd even eenvoudig. De hoef is bij de verzenen zachter dan bij de teen. Hierdoor kan het gemakkelijk gebeuren dat bij het raspen meer weefsel wordt weggehaald op plekken met zachte hoorn dan van plaatsen waar de hoorn een hardere structuur heeft. Het weghalen van te veel weefsel bij de verzenen heeft een naar achteren gebroken voetas tot gevolg. Een rechtshandige hoefsmid zal vaak meer druk op de rasp uitoefenen bij het behandelen van de laterale hiel van het linker voorbeen en de mediale hiel van het rechter voorbeen. Het gevolg zal weer zijn dat de voet niet "in balans" is.

### Niet correct beslaan

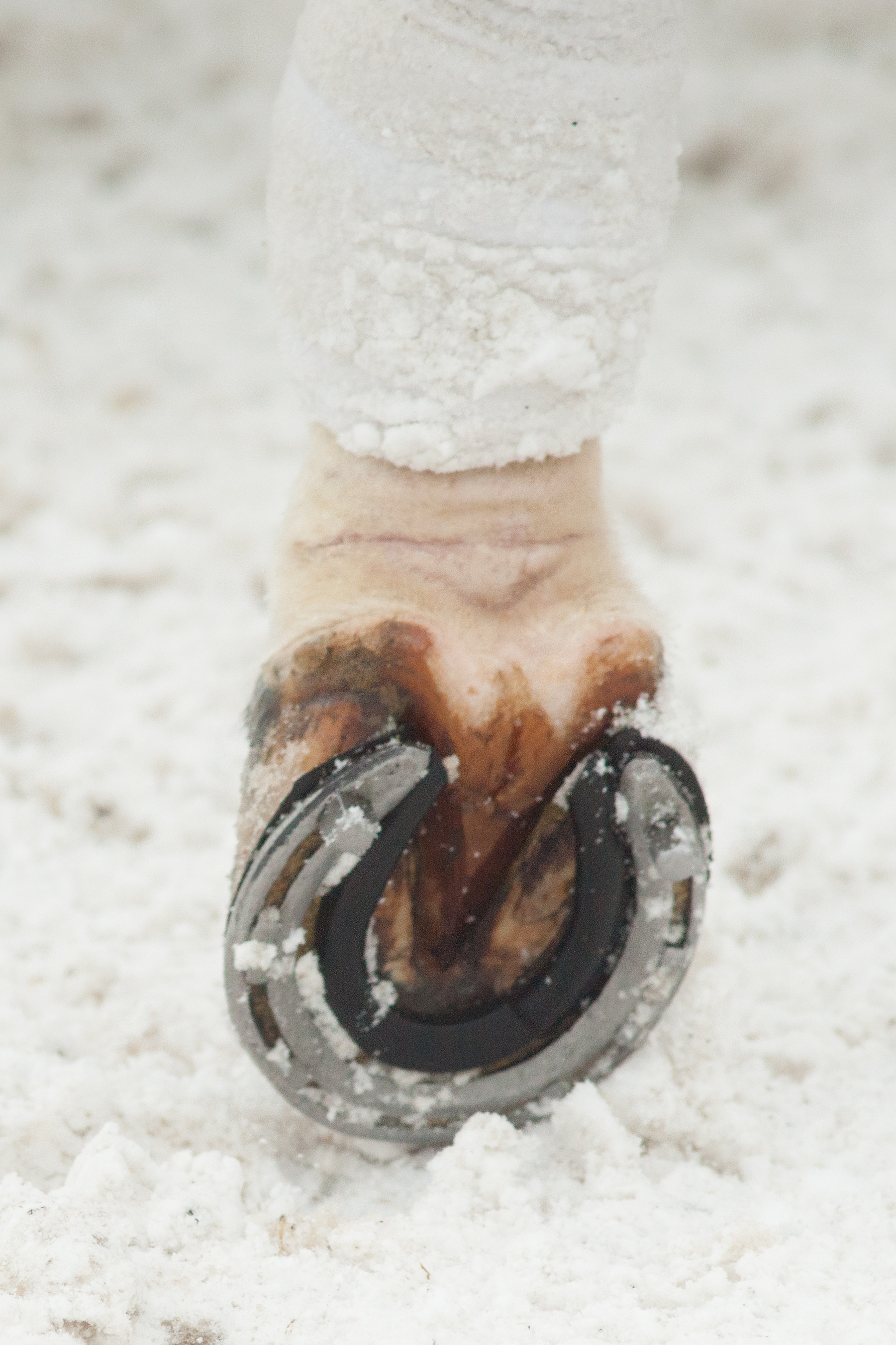
Beslag met verende tussenlaag en kalkoenen (tegen uitglijden op sneeuw en ijs)

Ook het niet correct beslaan kan de oorzaak zijn van kreupelheid en/of het in stand houden van een afwijkende voet. Een ijzer behoort de normale functie van de hoef zo min mogelijk te belemmeren. Door het nagelen van het ijzer ontstaat er altijd een belemmering van het hoefmechanisme. Naarmate er minder nagels worden gebruikt en de nagels verder naar voren worden aangebracht is de belemmering geringer. Het steven is om met een zo klein mogelijk aantal nagels het ijzer stevig te bevestigen. Om het ijzer goed onder de hoef te bevestigen zijn 6 nagels veelal voldoende. In uitzonderingsgevallen zal het nodig zijn een groter aantal te gebruiken. Gebruik van een te groot aantal nagels kan leiden tot een aan de achterkant samengetrokken hoef.
De plaats waar de nagels door de wand heen komen is van belang voor de kwaliteit van de hoef en de kans op kreupelheid. Een te kleine afstand tot de hoefrand betekent een vergrote kans op het splijten van de hoefwand. Worden de nagels te hoog aangebracht dan is de kans op kreupelheid vergroot door een te kleine afstand tussen de nagels en de lederhuid.
Een vaak gemaakte fout is het aanbrengen van een te klein ijzer. Het is gemakkelijker de hoef aan het ijzer aan te passen dan omgekeerd. Ongelukkigerwijs verkleint het draagoppervlak bij een kleinere hoef met als gevolg een vergroting van de krachten die per cm2 op de hoef worden uitgeoefend en een grotere kans op overbelasting. Te smalle ijzers laten een goede werking van het hoefmechanisme niet toe. Te korte ijzers bevorderen afwijkingen achter in de hoef, zoals ondergeschoven verzenen. Het gewicht van het ijzer moet zo klein mogelijk zijn om de normale beweging zo weinig mogelijk te verstoren. Een zwaarder ijzer wordt vaak gekozen omdat het langer meegaat. Dit is toch verkeerde zuinigheid. Meer gewicht maakt de kans op blessures groter. Vooral als het paard vermoeid wordt. Uiteraard kan het voor het corrigeren van de gangen nodig zijn een iets zwaarder ijzer te kiezen. Altijd moet echter worden gestreefd naar een ijzer dat geschikt is voor het doel. Bij beslag moet elke 4-6 weken worden bekapt. Een ijzer dat het net die tijd uithoudt is voldoende en zal dan een minimale belasting voor het paard betekenen. Bij gladheid door sneeuw en ijs wordt soms gebruikgemaakt van kalkoenen onder het ijzer. Ook dan moeten voet- en beenassen niet worden aangetast. Bij gebruik bij paarden die snel moeten wenden betekent het gebruik van kalkoenen altijd een vergroting van de belasting van het been en een grotere kans op blessures.
De meest voorkomende fout bij het aanbrengen van beslag is misschien wel het niet goed centreren van het ijzer. Dit bevordert niet alleen een afwijkend afrollen van de beweging, maar ook tot het optreden van hoefscheuren, verbening van de hoefkraakbeenderen, en fracturen.
Het is verstandig dat er bij het beoordelen van het beslag door de eigenaar wordt gelet op:
1. Is de voet lateraal en mediaal in balans.
2. Zijn voet- en beenassen recht en is de teen niet te lang.
3. Heeft de hoefwand een natuurlijke vorm of is de hoef asymmetrisch?
4. Hoeveel nagels zijn er geplaatst en is de laatste nagel niet te ver naar achteren aangebracht?
5. Zijn de nagels niet te hoog of te laag aangebracht?
6. Is er sprake van een goed passend ijzer of is het ijzer te smal of te kort voor de voet?
7. Is het gewicht van het ijzer minimaal? Als er een zwaar ijzer is gebruikt, zijn de gangen dan veranderd?
8. Is het ijzer goed gecentreerd op de hoef aangebracht?
9. Is de zool goed hol bekapt?
10. Zijn de steunsels verwijderd?

## Het corrigeren van afwijkende gangen en standen

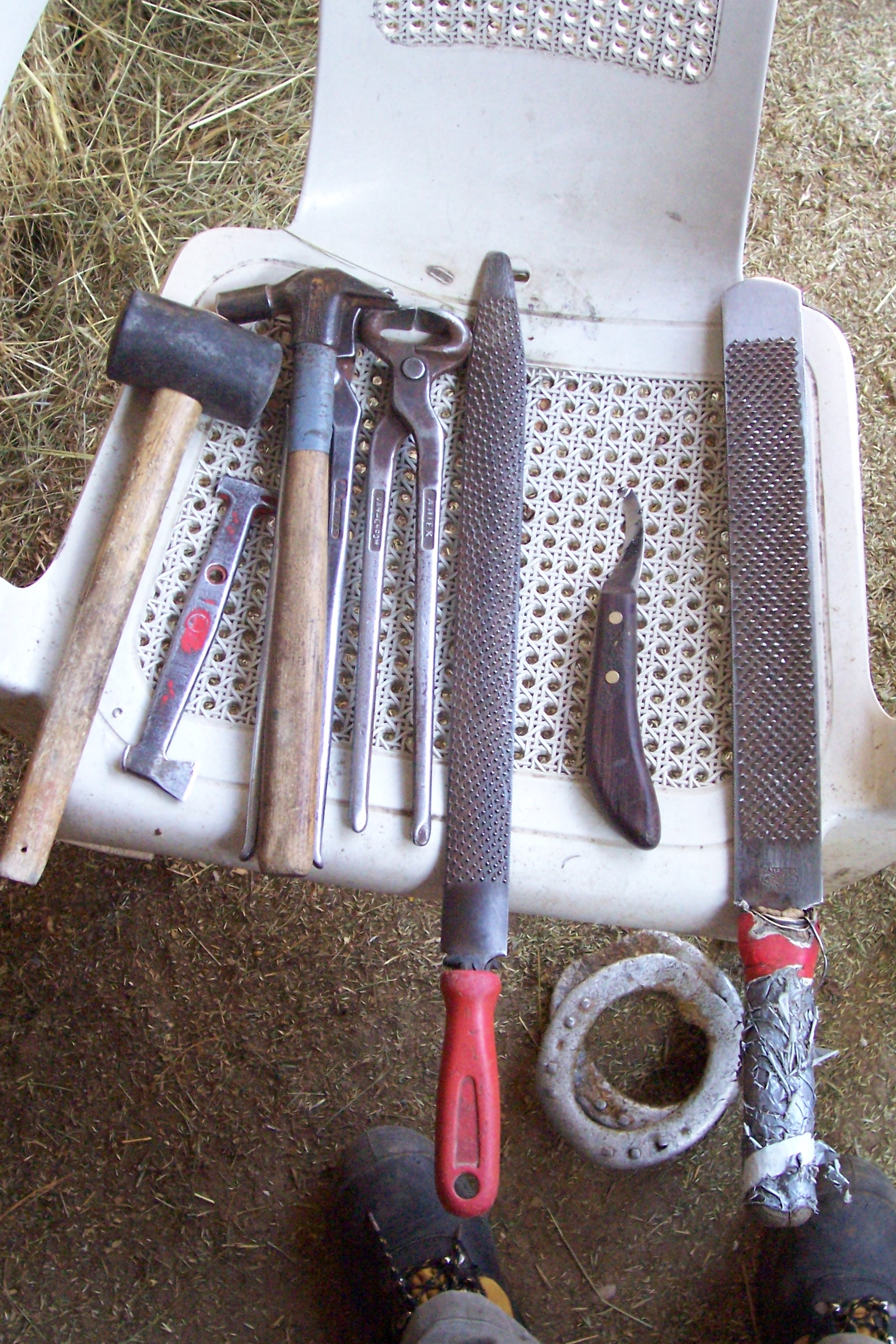
Gereedschap van een hoefsmid

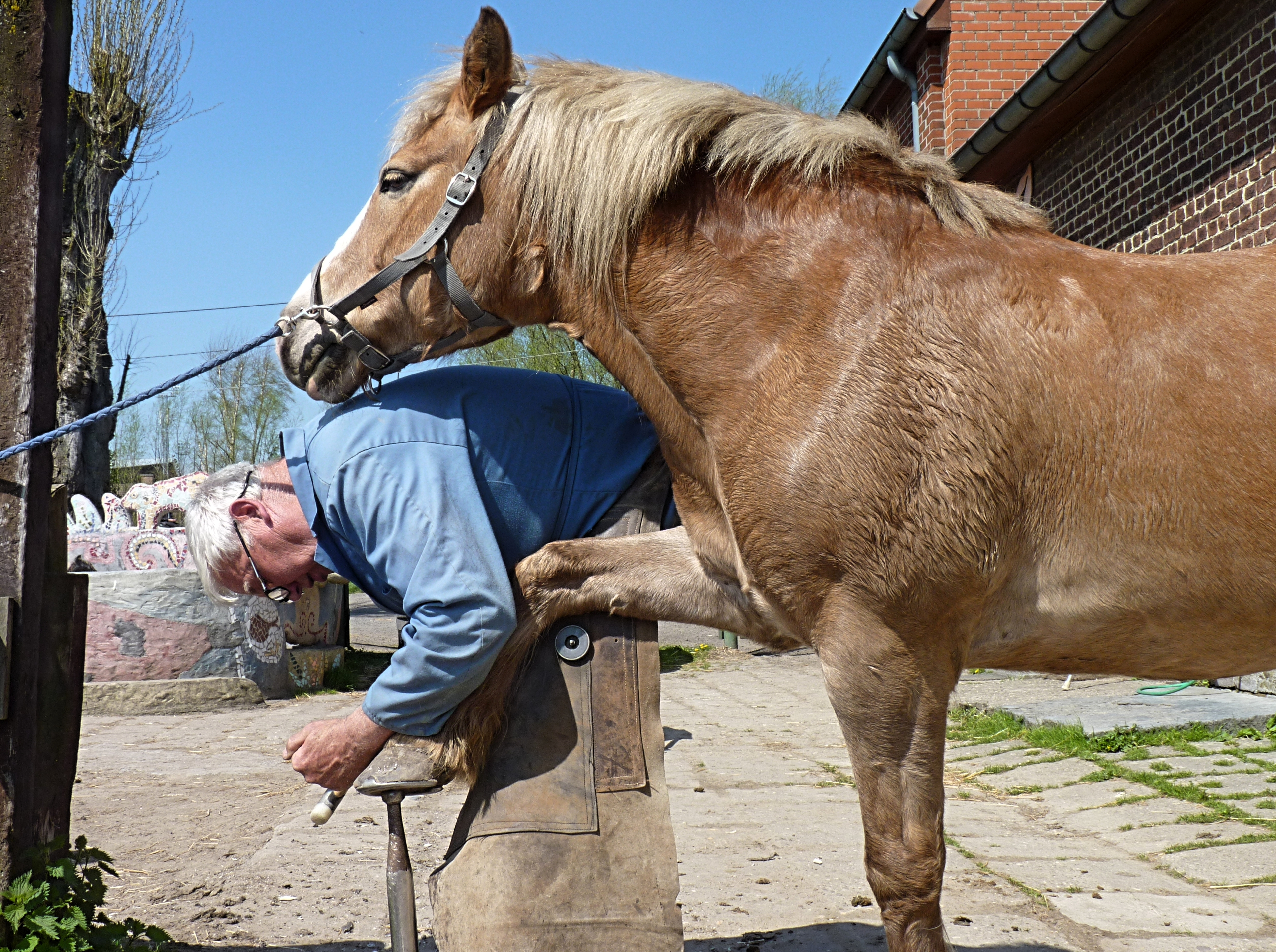
Het afwerken van de hoef na het beslaan

Het doel van correcties is een vlakke voet van lateraal naar mediaal en rechte voet- en beenassen. Sommigen bevelen correcties aan met het doel de voet vlak op de grond te laten komen. Anderen geloven dat het een rechte as van lateraal naar mediaal beter is en de voet niet vlak op de grond komt. De gedachte achter het streven naar een gelijkmatige slijtage is het voorkomen van een ongelijkmatige belasting bij het neerkomen van de voet. Een paard dat bodem-nauw en toontredend is land op de buitenkant van de voet. Als de buitenkant wordt bekapt zodat de voet vlak landt is de voet veelal aanzienlijk uit balans (met een lage buitenwand). Bij het neerkomen zal nu de belasting in de delen boven de hoef groter zijn aan de binnenkant, ondanks het feit dat de hoef vlak op de grond komt. Dit zou een groter kreupelheidrisico kunnen zijn dan wanneer de voet recht wordt bekapt en scheef op de grond komt. De redenering dat juist het scheef op de grond komen de grootste belasting is voor het been aan de kant waar de voet het eerst neer komt kan ook worden volgehouden. Hoewel beide benaderingen tegenstrijdig lijken kan er een gemeenschappelijk uitgangspunt worden geformuleerd als we de gevallen van een afwijkende beenstand en van een correcte beenstand met een afwijkend verzorgde hoef afzonderlijk beoordelen. Bij een afwijkende beenstand zou het dan gunstiger zijn de voet vlak te laten neerkomen (gelijkmatige slijtage) en bij een afwijkende hoef door bekappen zou het beter zijn de assen recht te maken en de voet scheef op de grond te laten neerkomen.
De wand waar de voet op landt zal laag zijn en de andere kant moet worden ingekort om de voet in balans te krijgen (met rechte assen). Bij een bodem-nauw, toontredend paard of een bodem-nauw paard met Franse stand is de buitenwand veelal te sterk afgesleten. Er moet een stuk van de binnenwand worden afgehaald om de voet in balans te krijgen. Elk deel van de wand dat te vlak wordt en naar buiten gaat moet worden afgeraspt aan de buitenkant. Na verloop van tijd zal er weer een normale hoefvorm ontstaan.
Bij beslag zal de slijtage het grootst zijn op de plaats waar de belasting het grootst is. Direct na een belasting zal het zwaarst belaste deel van het ijzer een hogere temperatuur hebben dan de andere delen. Zolang nog correctie mogelijk is moet worden gestreefd naar een vlakke hoef. Bij oudere paarden wordt een evenredige belasting van de hoef nagestreefd, met als gevolg een gelijkmatige slijtage. Een evenredige belasting kan worden bereikt door bij het bekappen daar weefsel weg te halen waar de grootste slijtage is ("waar het slijt kappen").

### Bodem-wijd, Franse stand
Bij een bodem-wijde, Franse stand is de voet niet vlak (dat wil zeggen van buiten naar binnen uit balans), omdat het paard de binnenwand van voor tot achter te sterk afslijt. De voet rolt over aan de binnenkant en landt op de binnenhelft van de hoefwand. Correctie vindt plaats door de buitenwand in te korten. Ook als er geen ijzer wordt gebruikt kan door regelmatig raspen deze stand worden gecorrigeerd. Er wordt getracht voet en been beter onder het paard te brengen. En een betere gewichtsverdeling te realiseren.

### Bodem-nauw, Franse stand
Dit is een slechte stand die wordt verergerd door de hoefverzorging die normaliter wordt gegeven aan een bodem-wijde, Franse stand. De voet landt op de buitenwand en rolt over de teen aan de buitenkant. De voet wordt in balans gebracht door de binnenkant te laten zakken.

### Bodem-nauw, toontreder
De buitenkant van de voet is sterker afgesleten en de voet rolt over aan de buitenkant van de teen. Correctie vindt plaats door de binnenkant in te korten.

### Bodem-wijd, toontreder
De binnenwand is lager omdat de voet op dit gebied landt. Door de binnenwand steeds iets te verhogen kan er worden gecorrigeerd.

### Lange tenen, lage verzenen
Dit is een van de meest voorkomende afwijkingen van de volbloed in training. De opvatting heerst dat de paslengte en de snelheid kan worden vergroot door deze stand na te streven. De afwijkende mechanische belasting maakt het echter waarschijnlijk dat de nadelen (een groter blessure risico) groter zijn dan de voordelen. Correctie vindt plaats door de teen in te korten en de verzenen te sparen (egg-bar ijzer, aluminium ijzer met een swedge).

### Samengetrokken verzenen
De aan de achterkant vernauwde hoef wordt vaak gezien bij paarden met een voet die niet in balans is, niet is verzorgd, lange tenen heeft, lage verzenen, en bij een chronische kreupelheid. Samengetrokken verzenen ontstaan door een slechte beenstand, kreupelheid of een slechte verzorging. Het wordt zelden beschouwd als een oorzaak van kreupelheid. Correctie moet altijd uitgaan van de oorzaak van de afwijking. Door de verschillende mogelijke oorzaken moet eerst een goede diagnose worden gesteld. Daarna kan een keuze worden gemaakt voor de vorm van correctie. In het algemeen wordt gestreefd naar het bevorderen van het hoefmechanisme, eventueel met behulp van een pantoffelijzer.

### Cross-firing

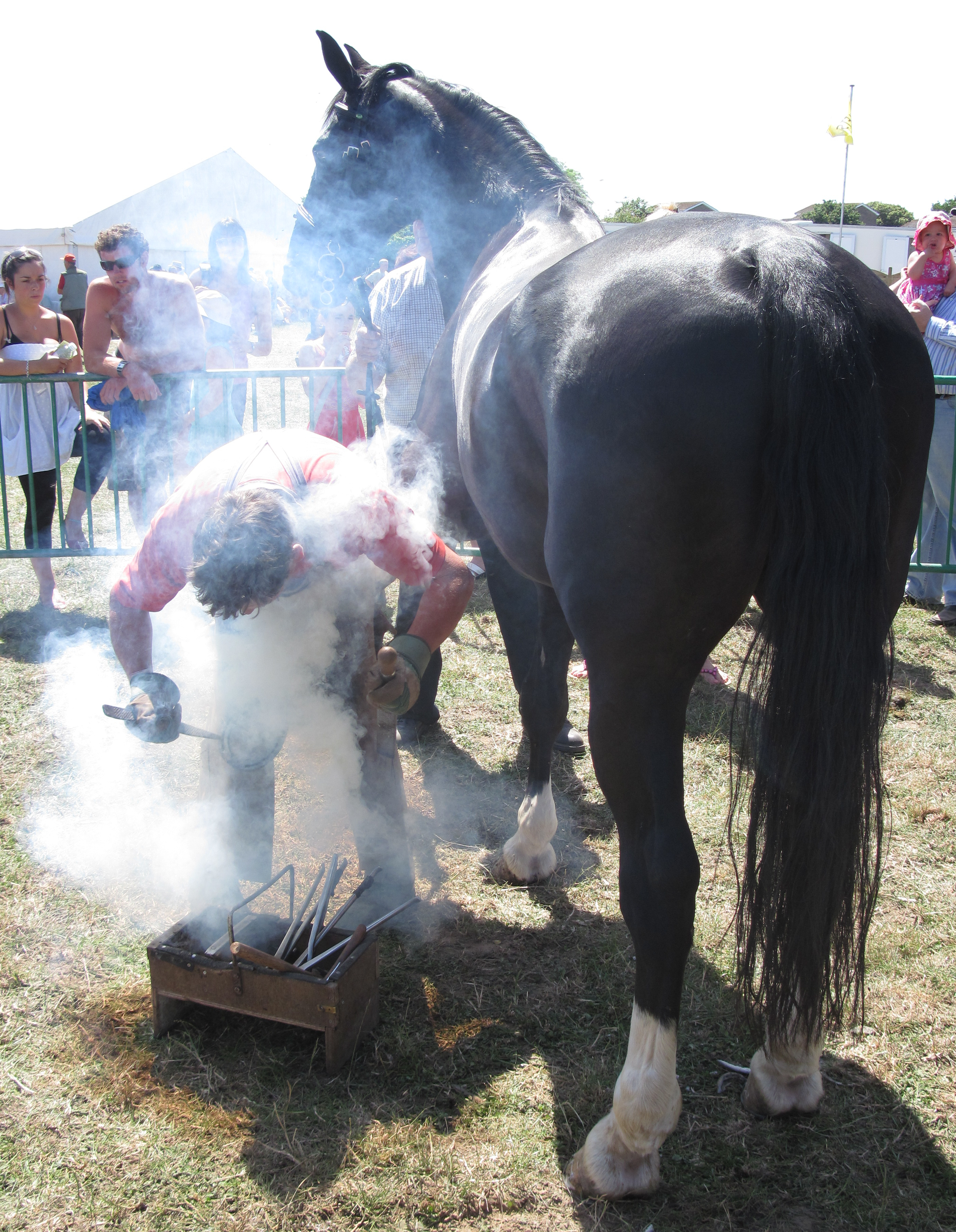
'Warm' beslaan

Hierbij raakt de binnenkant van de hoef van een been de binnenkant of de onderkant van de hoef van het andere been. In de bewegingsfase komen de benen te ver naar binnen, waardoor contact ontstaat. De meeste paarden hebben voor een Franse stand. Beslag om deze stand te corrigeren kan worden gebruikt. Op de binnentak van het ijzer kan een trailer worden aangebracht, waardoor dit deel iets eerder met de grond in contact komt. En de teen iets naar binnen wordt gedraaid. Ook met behulp van een vierkant teen ijzer kan worden bevorderd dat de voet in het midden over de teen gaat. Achter kan een korte trailer op de buitentak worden gebruikt. De binnentak wordt verkort en geleidelijk dunner gemaakt van teen naar hiel. Een ijzer met een half ronde binnentak en een buitentak met een swedge kan worden gebruikt voor correctie. De swedge wordt op de buitentak gebruikt voor het wijder maken van de gangen van pacers, en op de binnentak voor het nauwer maken van de gangen van dravers.

### Forging and overreaching
In draf raakt de teen van het achterbeen de onderkant van de hoef van het voorbeen. De voorvoet gaat te laat over de teen. Bij overreaching stapt het achterbeen op de achterkant van de voorhoef. Het achterbeen komt iets eerder van de grond dan bij forging. De bouw van het paard is predisponerend voor de afwijking (kort lichaam, lang achterbeen, kort voorbeen). Bij jonge paarden met correct beenwerk kan het gezien worden bij vermoeidheid en te weinig ontwikkelde spieren.
Correctie bestaat uit het sneller over de teen laten gaan van het voorbeen en het verkorten van de pas van het achterbeen. De hiel van het voorbeen en de teen van het achterbeen worden ingekort om contact te vermijden.

### Elbow hitting
Als een paard aan zijn ellebogen zit gaat de voet snel over de teen en buigt de voorknie gemakkelijk als de voet van de grond komt. Bij dravers kan het halfronde ijzer worden vervangen door een vlak ijzer. In een aantal gevallen is dit al voldoende om het euvel net te voorkomen. De hoefhoek kan iets worden verkleind en de teen kan iets langer worden gelaten, waardoor de voet later over de teen rolt. Ook met behulp van een ijzer met een swedge kan het iets later afrollen worden bewerkstelligd.

### Interfering
Hierbij raakt het paard met de hoef ergens de binnenkant van een been aan de andere kant. Het wordt veel gezien bij paarden met een smalle borst en bij een koehakkige stand.